# Nhân Hoàng

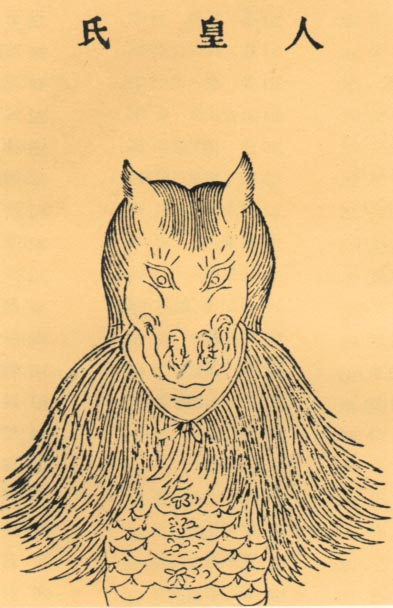
Nhân Hoàng Thị.

Nhân Hoàng Thị (chữ Hán: 人皇氏) là vị vua truyền thuyết thứ ba của Trung Quốc sau thời đại Bàn Cổ.
Theo Nghệ văn loại tụ (藝文類聚), ông là người thứ ba và cuối cùng trong Tam Hoàng. Có thuyết cho rằng ông còn gọi là Thái Hoàng (泰皇) và Thái Hạo (太昊).
Theo Thế bản (世本), Nhân Hoàng chính là Hiên Viên thị, tức Hoàng Đế.

## Thân thế
Theo Sử ký (史記), Nhân Hoàng có 7 đầu, cưỡi xe mây, miệng nhả ra thóc lúa. Ông có 9 anh em, họ chia nhau trị vì Cửu Châu (九州), mỗi người đều có đất riêng. Triều đại truyền qua 150 đời, trải qua 45000 năm.